# Pico
Pico (portugalski: Ilha do Pico) je otok u središtu portugalskog otočja Azora u Atlantskom oceanu, poznat po istoimenom vulkanu Ponta do Pico, koji je najviša planina u Portugalu, ali i najviši vrh srednjoatlantskog grebena.
Često ga zovu i Ilha Preta ("Crni otok"), kako ga je nazvao portugalski pjesnik Raul Brandão, zbog crnog vulkanskog tla koji je pogodan za poljoprivredu. Vinogradski krajolik Picoa je upisan na UNESCO-ov popis mjesta svjetske baštine u Europi 2004. godine.

## Zemljopis
Otok Pico se nalazi 17.5 km južno od otoka São Jorge i samo 7 km istočno od Faiala, u području koje se naziva "Trokut" (o Triangulo). Otok je dug 46, a na najširem dijelu širok 16 km. Uz najvišu točku Azora i Portugala, vulkan Pico, nalaze se i drugi kupasti zgasli vulkani i njihovi krateri, neki ispunjeni jezerima. Geomorfološki, otok se sastoji iz tri dijela:
- Vulkan Topo na jugoistočnoj obali je drevni vulkan koji su uništili erozija i klizišta.
- Ravnica Achada se prostire od vulkana Topo, od sjeverozapada prema jugoistoku, a sastoji se od kupolastih gomila lave i brijegova, prekrivenih šumom i gustim grmljem, te kratera ispunjenih jezerima.
- Vulkan Pico se nalazi na zapadnom dijelu otoka i ima visinu 2341 metar, a oko njega se nalaze radijalno raspoređeni kupolaste gomile lave i planinsko grebenje.

Vulkanski krajolik nastao je u tri faze, prva oko 35-300.000 mlijuna godina (Topo), druga oko 230.000 milijuna godina (Achada) i najnoviji vulkanski kompleks Madalena (Pico). Posljednja erupcija, podmorska uz sjevernu obalu (Santa Luzia), dogodio se 1963. godine, a zabilježene su još četiri u 16. i 18. stoljeću.
Glavna naselja na otoku su Madalena, São Roque do Pico i Lajes do Pico, koji ukupno broje 15.761 stanovnika.

## Povijest
Nakon što su Portugalci na otok donijeli prva krda stoke u prvoj polovici 15. stoljeća, prve kolonije su nastale oko 1460. godine i pripadale su pod kapetaniju na otoku Faial. Prvo naselje je bilo Lajes, a potom São Roque 1542. godine. Prvi naseljenici su se bavili kultivacijom otoka i eksploatacijom pigmenata od biljaka Isatis tinctoria, no ubrzo je zahvaljujući plodnom vulkanskom tlu, zagospodarilo vinarstvo. God. 1723. Madalena, koja je gospodarski bila povezana s lukom Failom i u kojoj je živila većina zemljoposjednika i vinara, je dobila status grada. Vino Verdelho je ubrzo postalo svjetski slavno i moglo se naći od Amerike do Engleske, pa čak i na stolu ruskog Cara. No, širenjem filoksere u 19. stoljeću, koja je uništila mnoge vinograde na otoku, nastupila je gospodarska kriza koja je potrajala do 20. stoljeća. Kitolov, koji su prvi donijeli američki kitolovci u 18. stoljeću, je do 1970ih postao glavnom industrijskom granom na otoku.

## Znamenitosti
Vinogradski krajolik Picoa (portugalski: Paisagem da Cultura da Vinha da Ilha do Pico) je vinogradsko područje koje je podijeljeno na četvrtaste posjede (currais) koji su odvojeni zidovima (paredes ili murinhos) od bazaltnog vulkanskog kamenja spojeni žbukom. Vinarstvo na otoku datira od 15. stoljeća, a 987 hektara vinograda upisani su na UNESCOv popis mjesta svjetske baštine u Europi kao primjer izvanrednog kompleksa polja, vinskih podruma, crkvi i luka, većinom iz 19. stoljeća; krajolik izvanredne ljepote koji su načinili ljudi, koji je nekada bio veoma raširena praksa, a koji se više nigdje ne pravi.
- Dio otoka ispod vulkana Pico obavijenog oblacima
- Vulkansko grebenje kod São Roque do Pico
- Obrisi otoka Pico u sutonu
- Naselje Madalena
- Tradicionalna vodenica uz obalu Madalene
- Obris vulkana Pico iznad vinogradskog zida
- Zmajevo drvo (Dracaena draco) staro oko 500-1000 godina u Muzeju vina (Museu do Vinho do Pico), Lagido

## Vanjske poveznice
- Pico - A Ilha Montanha Atlantica, a Flickr Group with images of the island
- The Azores Islands Blogspot, with information on the Azores and Pico Island
- A Pico hike and trip report  Arhivirana inačica izvorne stranice od 3. veljače 2009. (Wayback Machine) (September 2007)